# Manila Nazzaro
Manila Nazzaro (ur. 10 października 1977 w Foggii) – włoska modelka, Miss Włoch 1999.